# Elezioni regionali in Liguria del 2010
Le elezioni regionali italiane del 2010 in Liguria si sono tenute il 28 e 29 marzo. Esse hanno visto la vittoria del presidente uscente Claudio Burlando, sostenuto dal centro-sinistra, che ha sconfitto Sandro Biasotti, sostenuto dal centro-destra.

## Risultati
| Candidati                                                         | Candidati                                                       | Voti                                                            | %     | Liste                   | Voti    | %     | Seggi |
| ----------------------------------------------------------------- | --------------------------------------------------------------- | --------------------------------------------------------------- | ----- | ----------------------- | ------- | ----- | ----- |
|                                                                   | Claudio Burlando (Burlando Presidente) ✔️ Presidente            | 424 044                                                         | 52,15 | Partito Democratico     | 211 500 | 28,35 | 10    |
| Italia dei Valori                                                 | Claudio Burlando (Burlando Presidente) ✔️ Presidente            | 424 044                                                         | 52,15 | 63 028                  | 8,45    | 3     |       |
| Unione di Centro                                                  | Claudio Burlando (Burlando Presidente) ✔️ Presidente            | 424 044                                                         | 52,15 | 29 335                  | 3,93    | 1     |       |
| Federazione della Sinistra                                        | Claudio Burlando (Burlando Presidente) ✔️ Presidente            | 424 044                                                         | 52,15 | 29 148                  | 3,91    | 1     |       |
| Noi con Claudio Burlando                                          | Claudio Burlando (Burlando Presidente) ✔️ Presidente            | 424 044                                                         | 52,15 | 27 607                  | 3,70    | 1     |       |
| Sinistra Ecologia Libertà                                         | Claudio Burlando (Burlando Presidente) ✔️ Presidente            | 424 044                                                         | 52,15 | 18 418                  | 2,47    | 1     |       |
| Federazione dei Verdi                                             | Claudio Burlando (Burlando Presidente) ✔️ Presidente            | 424 044                                                         | 52,15 | 8 624                   | 1,16    | –     |       |
| Lista Bertone - Federazione dei Pensionati - Alleanza Democratica | Claudio Burlando (Burlando Presidente) ✔️ Presidente            | 424 044                                                         | 52,15 | 5 723                   | 0,77    | –     |       |
| Seggi assegnati alla lista regionale                              | Seggi assegnati alla lista regionale                            | Seggi assegnati alla lista regionale                            | 52,15 | 8                       |         |       |       |
|                                                                   | Sandro Biasotti (Per la Liguria)                                | 389 132                                                         | 47,85 | Il Popolo della Libertà | 218 398 | 29,27 | 10    |
| Lega Nord                                                         | Sandro Biasotti (Per la Liguria)                                | 389 132                                                         | 47,85 | 76 265                  | 10,22   | 3     |       |
| Liste Civiche per Biasotti                                        | Sandro Biasotti (Per la Liguria)                                | 389 132                                                         | 47,85 | 45 261                  | 6,07    | 1     |       |
| Gente d'Italia                                                    | Sandro Biasotti (Per la Liguria)                                | 389 132                                                         | 47,85 | 5 398                   | 0,72    | –     |       |
| La Destra                                                         | Sandro Biasotti (Per la Liguria)                                | 389 132                                                         | 47,85 | 2 688                   | 0,36    | –     |       |
| Partito Pensionati                                                | Sandro Biasotti (Per la Liguria)                                | 389 132                                                         | 47,85 | 2 566                   | 0,34    | –     |       |
| Nuovo PSI                                                         | Sandro Biasotti (Per la Liguria)                                | 389 132                                                         | 47,85 | 2 076                   | 0,28    | –     |       |
| Seggio assegnato al candidato presidente classificatosi secondo   | Seggio assegnato al candidato presidente classificatosi secondo | Seggio assegnato al candidato presidente classificatosi secondo | 47,85 | 1                       |         |       |       |
| Totale                                                            | Totale                                                          | 813 176                                                         | 100   |                         | 746 035 | 100   | 40    |

## Consiglieri eletti
| Collegio           | Lista                                | Eletto                 |
| ------------------ | ------------------------------------ | ---------------------- |
| Collegio regionale | Claudio Burlando la Liguria di Tutti | Claudio Burlando       |
| Collegio regionale | Claudio Burlando la Liguria di Tutti | Maruska Piredda        |
| Collegio regionale | Claudio Burlando la Liguria di Tutti | Rosario Monteleone     |
| Collegio regionale | Claudio Burlando la Liguria di Tutti | Giacomo Conti          |
| Collegio regionale | Claudio Burlando la Liguria di Tutti | Alessio Cavarra        |
| Collegio regionale | Claudio Burlando la Liguria di Tutti | Giancarlo Manti        |
| Collegio regionale | Claudio Burlando la Liguria di Tutti | Lorena Rambaudi        |
| Collegio regionale | Claudio Burlando la Liguria di Tutti | Massimo Donzella       |
| Collegio regionale | Per la Liguria                       | Sandro Biasotti        |
| Genova             | Partito Democratico                  | Lorenzo Basso          |
| Genova             | Partito Democratico                  | Ezio Chiesa            |
| Genova             | Partito Democratico                  | Claudio Montaldo       |
| Genova             | Partito Democratico                  | Valter Ferrando        |
| Genova             | Partito Democratico                  | Sergio Rossetti        |
| Genova             | Il Popolo della Libertà              | Matteo Rosso           |
| Genova             | Il Popolo della Libertà              | Gino Garibaldi         |
| Genova             | Il Popolo della Libertà              | Roberto Bagnasco       |
| Genova             | Il Popolo della Libertà              | Raffaella Della Bianca |
| Genova             | Il Popolo della Libertà              | Franco Rocca           |
| Genova             | Italia dei Valori                    | Maryln Fusco           |
| Genova             | Italia dei Valori                    | Nicolò Scialfa         |
| Genova             | Lega Nord                            | Francesco Bruzzone     |
| Genova             | Lega Nord                            | Edoardo Rixi           |
| Genova             | Liste Civiche per Biasotti           | Aldo Siri              |
| Genova             | Noi con Burlando                     | Armando Capurro        |
| Genova             | Unione di Centro                     | Marco Limoncini        |
| Genova             | Federazione della Sinistra           | Alessandro Benzi       |
| Genova             | Sinistra Ecologia Libertà            | Matteo Rossi           |
| Imperia            | Il Popolo della Libertà              | Marco Scajola          |
| Imperia            | Il Popolo della Libertà              | Alessio Saso           |
| Imperia            | Partito Democratico                  | Sergio Scibilia        |
| La Spezia          | Partito Democratico                  | Raffaella Paita        |
| La Spezia          | Partito Democratico                  | Renzo Guccinelli       |
| La Spezia          | Il Popolo della Libertà              | Luigi Morgillo         |
| Savona             | Il Popolo della Libertà              | Marco Melgrati         |
| Savona             | Il Popolo della Libertà              | Roberta Gasco          |
| Savona             | Partito Democratico                  | Michele Boffa          |
| Savona             | Partito Democratico                  | Antonino Miceli        |
| Savona             | Lega Nord                            | Maurizio Torterolo     |
| Savona             | Italia dei Valori                    | Stefano Quaini         |